# Неоваскуларизација
Неоваскуларизација је процес формирање микроваскуларних мреже нових крвних судова, у одраслих особа, њиховим разгранавањем и продужавањем, из већ постојећих, претходном васкулогенезом формираних крвних судова. Неоваскуларизација се разликује од ангиогенезе у томе што ангиогенезу углавном карактерише настанк нових крвних судова из изданака капиларних пупољака и клица већ постојећих крвних судова. У офталмологији, хороидална неоваскуларизација је формирање новостворене микроваскулатурне мреже, као реакција у покушају санације болешћу изазване исхемије у унутрашњем слоју хороидеје или судовњаче, анатомског слоја ока богатог микроваскуларном мрежом крвних судова. Уобичајених узроци неоваскуларизације на мрежњачи (ретини) или у близини оптичког диска ока су, шећерна болест, оклузија ретиналне вене, и зрачење. Неоваскуларизација може да буде и пратећа појава, након оперативних захвата (нпр на крвним судовима удова), патолошких стања код хроничне упале, укључујући псоријазу, реуматоидни артритис и грануломатозна обољења.

## Основе поставке
Три различита процеса могу допринети расту нових крвних судова: васкулогенеза, артериогенеза и ангиогенеза.

### Васкулогенеза
Васкулогенеза, је примарни процес одговоран за раст нових крвних судова током ембрионалног развоја и има још увек недефинисану улогу у зрелем одраслим ткивима. Одликује се диференцијацијом плурипотентних ендотелних ћелија прекурсора (хемангиобласта или сличних ћелија) у ендотелне ћелије које утичу на формирање примитивних крвиних судова. Накнадним ангажовањем других типова васкуларних ћелија завршава се процес формирања крвног суда.

### Артериогенеза
Артериогенеза се односи на појаву нових артерија које поседују у потпуности развијену тунику медију. Процес може да подразумева сазревање постојећих колатерала или се може одразити на формирање нових зрелих крвних судова. Примери укључују артериогенезом формиране, ангиографски видљиве колатерала код пацијената са напредним опструктивним коронарним или периферним болестима крвних судова. У овај процес укључени су сви васкуларни типови ћелија, укључујући и глатке мишићне ћелије и периците.

### Ангиогенеза
Ангиогенезе је процес одговоран за формирање нових крвних судова у којима недостаје развијена медија. Примери ангиогенезе су капиларна пролиферација у зарастању рана или дуж границе срчаног мишића (миокарда).
Ниже наведена табела даје преглед биолошких ефеката ова 3 процеса;
| -                              | Васкулогенеза                  | Артериогенеза                                                    | Ангиогенеза                                        |
| ------------------------------ | ------------------------------ | ---------------------------------------------------------------- | -------------------------------------------------- |
| Тип ћелија укључен у процес    | Ендотелне стем ћелије          | Ендотелне ћелије; глатко мишићне ћелије; перицити, остале ћелије | Ендотелне ћелије                                   |
| Примарни подстицај             | Развој                         | Није познато (упала?)                                            | Упала и исхемија                                   |
| Крајњи резултат                | Потпуно формирани крвни судови | Артериола                                                        | Капилара                                           |
| Јавља се код зрелих ткива      | Нејасно (минимално?)           | Да                                                               | Да                                                 |
| Допринос ефикасној перфузији   | Нејасно (минималан?)           | Много                                                            | Мало                                               |
| Фактора раста који су укључени | VEGF, Ang-1, Ang-2             | PDGF, Ang-1, Ang-2, FGFs (?)                                     | FGF-1, FGF-2, FGF-4, FGF-5, VEGF-1, VEGF-2, VEGF-3 |

## Механизми неоваскуларизације
Истовремена појава ангиогенезе и артериогенезе недвосмислено је доказана на различитим животињским моделима, као и код пацијената са коронарном болешћу.

Појава васкулогенезе у зрелим организмима остаје нерешено питање. Према досадашњим истраживањима сматра се да је мало вероватно да овај процес значајније доприноси да се нови крвни судови развијају ако се тај процес јавља спонтано, као одговор на исхемију или запаљења или као одговор на стимулишуће факторе. Ткива исхемије по себи не може бити кључни подстицај покретања ангиогенетског одговор. Неколико пацијената показало је ту могућност у току хроничне исхемије миокарда, али не и већина пацијената са дифузним многоструким болестима крвних судова код којих се не развија исхемија на нивоу ткива у одсуству провокације. Упала и стрес може бити много израженији надражај, и зато се јако мали број ангиогенезе одвија у одсуство упале. Сузбијање инфламаторних одговора, због генетских абнормалности, патофизиолошким процесима, или лекова, може негативно утицати на способност ткива да се у њима изазове раст нових крвних судова.
Поставља се још једно значајно питање је да ли ће неисхемични миокард одговорити на стимулацију факторима раста? Значајан број података из литературе указује да неисхемична ткива у великој мери реагују на ангиогеничне стимулансе. То може да доведе не тако често до недостатка ендогеног фактора раста, или да се промени у екстрацелуларном матриксу, присуство инхибитора ендогена, као што су ангиопоетин–2, и одсуство експресије рецептора фактора раста и других сигнализирајућих молекула који су укључени у ангиогенетску сигнализацију.

### Значај прожетости ткива неоваскуларизацијом
У већини ткива уграђен је механизам који одржава прожетост ткива крвним судовима, на тачно оном нивоу која је потребна да се задовољиви метаболичка потреба ткива. 
| „ | Као опште правило у физиологији влада да је прожетост крвним судовима већине ткива у организму директно сразмерна локалном метаболизму. | ” |

Када год се ова константа пропорционално промени дугорочно ће локални регулациони механизми, током краћег или дужег времена, покушати да аутоматски подесе ниво прожетости крвним судовима. Код младих особа ова подешавања су веома тачна, док су код старијих људи она само делимична, а у појединим болестима непожељна.
Посебан значај неоваскуларизација има у патолошким стањима, као што је то нпр. код шећерна болеси. Континуирано и дуготрајно трајање и непрестано увећање исхемије мрежњаче у шећерној болести покреће производњу вазопролиферативних фактора који стимулишу формирање (неоангиогенезу) нових крвних судова. Екстрацелуларни матрикс крвних судова прво разара протеаза, а нови капилари који произилазе углавном из венула мрежњаче, продиру у њену унутрашњу мембрану и формирају капиларну мрежу између унутрашње површине мрежњаче и њеног задњег хијалоидног дела.
Најновијим истраживањима утврђено је да код болесника са пролиферативном дијабетесном ретинопатијом (ПДР), ноћна, интермитентна хипоксија/реоксигенација, која настаје у сну због поремећаја дисања може бити један од фактор ризика за дужичну и/или угаону неоваскуларизацију.
Неоваскуларизација је најизраженија на граници перфузије и неперфузије мрежњаче најчешће се јавља дуж васкуларног лука и на главном оптичком нерву. Новостворени крвни судови пробијају и расту дуж површине мрежњаче у склеру и задњи хијалоидни део. Сами по себи, ови крвни судови ретко изазвају видне испаде, али су због крхкости веома попустљиви и лако се могу прекинути у стакластом телу, што може довести до крварења у шупљину стакластог тела или преретинални простор.
Неоваскуларизацијом створени нови и умножени крвни судови у почетку су повезани малом количином фиброглијалне супстанце у формираном фибробластном ткиву. Међутим, како се густина неоваскуларизованог дела повећава, тако расте и ниво влакнастог обликовања ткива.
У каснијим фазама шећерне болести, умножавање (неоваскуларизација) крвних судова мрежњаче може назадовати, остављајући за собом само мрежу фиброваскуларног ткива у слојевима мрежњаче и задњем хијалоидном слоју. У стакластом телу ово новостворено фибробластно ткиво може да врши, тракционим силама, повлачење мрежњаче преко фиброглијалних веза. Проклизавање може изазвати едем мрежњаче, хетеротропију мрежњаче и обострано тракционо одигнуће (одлубљивање) мрежњаче од пигментног епитета.